# Phyllanthus moorei
Phyllanthus moorei är en emblikaväxtart som beskrevs av Maurice Schmid. Phyllanthus moorei ingår i släktet Phyllanthus och familjen emblikaväxter.
Artens utbredningsområde är Nya Kaledonien.

## Underarter
Arten delas in i följande underarter:
- P. m. acutitepalus
- P. m. moorei